# Galina Iwanowna Sybina

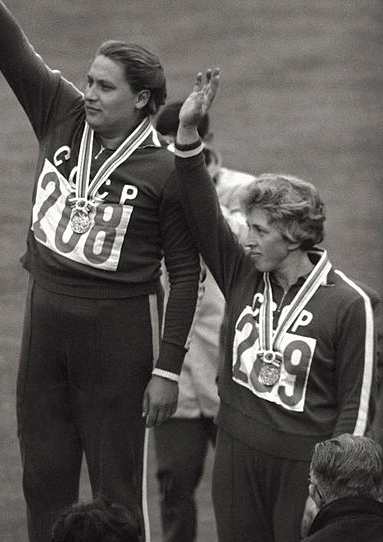
Tamara Press und Galina Sybina (1964)

Galina Iwanowna Sybina (russisch Галина Ивановна Зыбина, * 22. Januar 1931 in Leningrad, Sowjetunion; † 10. August 2024 in Sankt Petersburg, Russland) war eine sowjetische Leichtathletin und Olympiasiegerin. Bei einer Körpergröße von 1,68 m hatte sie ein Wettkampfgewicht von 80 kg.
Galina Iwanowna Sybina gewann zwischen 1950 und 1964 Medaillen im Kugelstoßen, im Diskuswurf und im Speerwurf. Sie war die erste Kugelstoßerin, die über die 16-Meter-Marke stoßen konnte.

## Karriere
Bei den Europameisterschaften 1950 gewann Galina Sybina mit 42,75 m Bronze im Speerwurf hinter Natalja Smirnizkaja aus der Sowjetunion und Herma Bauma aus Österreich. Im Kugelstoßen wurde Sybina mit 13,07 m Vierte, sie lag 30 Zentimeter hinter der Französin Micheline Ostermeyer auf Platz 3.

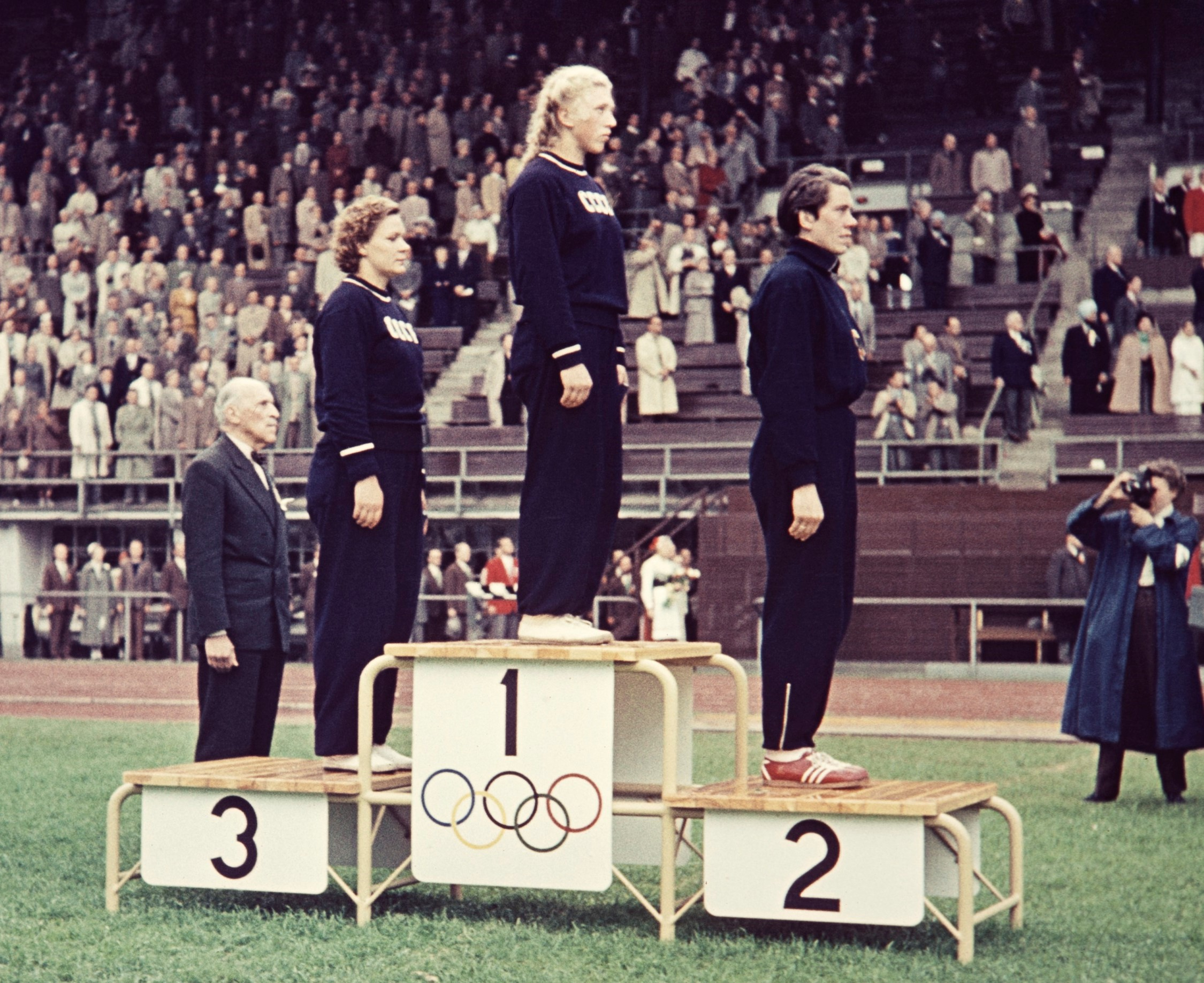
Klawdija Totschonowa, Galina Sybina und Marianne Werner (1952)

Beim ersten olympischen Auftritt der sowjetischen Mannschaft bei den Olympischen Spielen 1952 in Helsinki wurde das Kugelstoßen von den sowjetischen Stoßerinnen dominiert. Galina Sybina gewann mit neuem Weltrekord von 15,28 m Gold vor Marianne Werner aus der Bundesrepublik Deutschland. Klawdija Totschonowa gewann Bronze mit 14,50 m und Tamara Tyschkewitsch wurde Vierte mit 14,42 m. Im Speerwurf wurde Galina Sybina Vierte mit 48,35 m, lag aber über einen Meter hinter den Medaillenrängen zurück.
Bei den Europameisterschaften 1954 gewann Galina Sybina das Kugelstoßen mit 15,65 m vor Marija Kusnezowa mit 14,99 m und Tamara Tyschkewitsch mit 14,78 m. Auch im Diskuswurf gab es einen Dreifacherfolg für die Sowjetunion. Sybina gewann mit 44,74 m Bronze hinter Nina Ponomarjowa mit 48,02 m und Irina Begljakowa mit 45,79 m.
Vor den Olympischen Spielen 1956 stand der Weltrekord im Kugelstoßen von Galina Sybina bei 16,76 m. In Melbourne gewann Tamara Tyschkewitsch die Qualifikation vor Marianne Werner und Galina Sybina, die auf 14,08 m kam. Im Finale, das wie die Qualifikation am 30. November stattfand, verbesserte Galina Sybina dreimal ihren eigenen olympischen Rekord von Helsinki, der letzte Versuch landete bei 16,53 m. Tamara Tyschkewitsch stieß im letzten Versuch 16,59 m und gewann Gold vor Sybina und Werner (15,61 m).
Nach einem siebten Platz bei den Olympischen Spielen 1960 in Rom mit 15,56 m gewann Galina Sybina bei den Europameisterschaften 1962 wieder eine Medaille. Hinter Tamara Press, die mit Weltrekord von 18,55 m Gold gewann, und Renate Garisch aus der DDR mit 17,17 m erhielt Sybina mit 16,95 m Bronze.
Die gleiche Medaillenverteilung ergab sich auch bei den Olympischen Spielen 1964 in Tokio. Tamara Press gewann mit 18,14 m vor Renate Garisch mit 17,61 m und Galina Sybina mit 17,45 m. 
Ihren letzten großen internationalen Auftritt hatte Galina Sybina bei den Europameisterschaften 1966. Es gewann Nadeschda Tschischowa mit 17,22 m vor den beiden DDR-Stoßerinnen Margitta Gummel mit 17,05 m und Marita Lange mit 16,96 m. Galina Sybina wurde mit 16,65 m Vierte.

## Offizielle Weltrekorde im Kugelstoßen
- 15,28 m am 26. Juli 1952 in Helsinki
- 15,37 m am 20. September 1952 in Frunse
- 15,42 m am 1. Oktober 1952 in Frunse
- 16,20 m am 9. Oktober 1953 in Malmö
- 16,28 m am 14. September 1954 in Kiew
- 16,29 m am 5. September 1955 in Leningrad
- 16,67 m am 14. November 1955 in Tiflis
- 16,76 m am 13. Oktober 1956 in Taschkent

## Persönliche Bestleistungen
- Kugelstoßen: 17,50 m (1964)
- Diskuswurf: 48,62 m (1955)
- Speerwurf: 54,98 m (1958)